# Anjelica Huston
Anjelica Huston (Santa Monica, 8 luglio 1951) è un'attrice statunitense, vincitrice nel 1986 dell'Oscar alla miglior attrice non protagonista per la sua interpretazione nel film L'onore dei Prizzi.

## Biografia

Anjelica Huston con il padre John nel 1960

Anjelica Huston nasce a Santa Monica, in California, figlia del regista e attore John Huston (1906-1987) e della sua quarta moglie, la prima ballerina Enrica Soma (1929-1969), a sua volta figlia degli immigrati italiani Antonio Angelo "Tony" Soma, imprenditore, e Angelica Fantoni, cantante e attrice. Da parte del padre, Anjelica è nipote dell'attore Walter Huston (1883-1950). Ha un fratello maggiore, Tony, una sorellastra acquisita da parte di madre, Allegra (oggi editrice e scrittrice), e un fratello minore unilaterale da parte del padre, l'attore Danny Huston. È anche la zia dell'attore Jack Huston.
La Huston trascorre gran parte della sua infanzia in Irlanda e in Inghilterra, studiando in scuole prestigiose: le sue origini sono infatti europee, italiane da parte di madre, inglesi e irlandesi da parte di padre. Il suo interesse per il mondo dello spettacolo nasce fin da bambina, quando si diverte a indossare di nascosto i tutù della madre. Nel 1969, incomincia la sua lunga collaborazione artistica con il padre, interpretando alcuni suoi film in ruoli minori. In quello stesso anno la madre muore in un incidente stradale, alla giovane età di 39 anni, e la Huston si trasferisce nuovamente negli Stati Uniti.
Questa decisione venne presa anche in seguito alle successive nozze del padre con Celeste Shane. In America la giovane attrice incomincia una carriera da modella per la Ford Models che durerà per diversi anni. Durante l'attività di modella lavorerà con fotografi famosi del calibro di Terry O'Neill, Richard Avedon, Bob Richardson, comparendo sulla copertina di Vogue e sfilato per gli stilisti Roy Halston, Zandra Rhodes, Yohji Yamamoto, Giorgio Armani, Valentino. La Huston non reciterà più fino agli anni ottanta, periodo in cui interpreta molti ruoli sia per il cinema sia per la televisione.

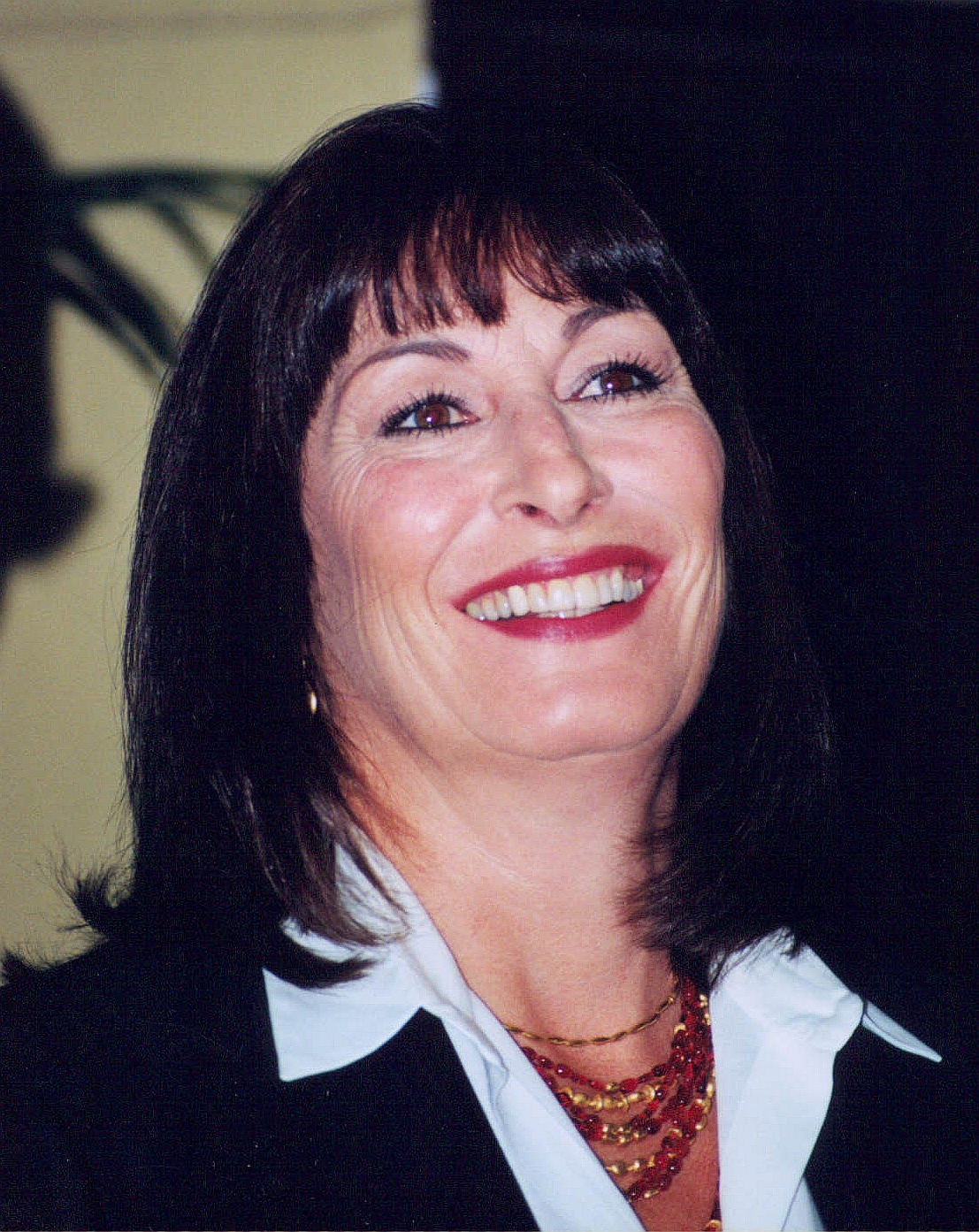
Anjelica Huston nel 2000

Nei primi anni Ottanta decide di studiare seriamente recitazione, per dedicarsi maggiormente all'attività di attrice. Il suo primo ruolo notevole è nel film Il postino suona sempre due volte di Bob Rafelson, sul set del quale conosce il suo futuro compagno Jack Nicholson, con cui convive per oltre quindici anni. Successivamente è la memorabile Maerose, donna mafiosa nel satirico L'onore dei Prizzi, nuovamente diretta dal padre a distanza di un lungo periodo. Per questa pellicola l'attrice vince l'Oscar come migliore attrice non protagonista. La sua vittoria consente quindi alla famiglia Huston di battere il record di tre generazioni di vincitori di Premi Oscar, giacché lo avevano vinto precedentemente anche il nonno Walter e il padre John. Nel 1986 recita nel ruolo di Supreme Leader nel cortometraggio in 4D di Francis Ford Coppola, Captain EO.
Nel 1987 recita in un altro film del padre, The Dead - Gente di Dublino, tratto dall'omonimo racconto di James Joyce: questo è l'ultimo film di John Huston, che muore quello stesso anno per un enfisema. La sua interpretazione in quel film le fa vincere un Independent Spirit Awards. Tra il 1990 e il 1991 riceve due nuove candidatura all'Oscar, come miglior attrice non protagonista per Nemici, una storia d'amore e come miglior attrice protagonista per il film Rischiose abitudini, per cui viene diretta da Stephen Frears.
Interpreta poi Morticia Addams nel classico La famiglia Addams, diretto da Barry Sonnenfeld e interpretato da Raúl Juliá e Christina Ricci. Riprende il celebre ruolo anche nel 1993, con il sequel La famiglia Addams 2, nuovamente diretto da Sonnenfeld. Recita anche in più di un film di Wes Anderson, di cui si potrebbe considerare un'attrice feticcio: I Tenenbaum, Le avventure acquatiche di Steve Zissou, nel 2004, e Il treno per il Darjeeling nel 2007. Il 22 gennaio 2010 la Huston riceve la sua stella nella Hollywood Walk of Fame.
In televisione la Huston è nel cast fisso della serie della NBC Smash, dove ha il ruolo della produttrice di Broadway Eileen Rand. Nel 2008 entra a far parte del cast della serie televisiva statunitense Medium solo per la quarta stagione. La Huston si è cimentata anche nella regia cinematografica, dirigendo alcune pellicole, la prima delle quali fu Bastard Out of Carolina, nel 1996, che segnò il suo esordio dietro la macchina da presa.

### Carriera
Per la sua interpretazione di Maerose Prizzi nel film L'onore dei Prizzi (1985), ha ricevuto il plauso della critica e si è aggiudicata l'Oscar alla miglior attrice non protagonista, terza della sua famiglia a vincere il prestigioso riconoscimento dopo il padre John Huston e il nonno Walter Huston. Ha ricevuto altre due candidature agli Oscar come migliore attrice non protagonista per Nemici, una storia d'amore (1989) e come migliore attrice protagonista per Rischiose abitudini (1990).
La Huston ha ricevuto le lodi per le sue partecipazioni nei film Crimini e misfatti (1989), Chi ha paura delle streghe? (1990), Misterioso omicidio a Manhattan (1993) e 3 giorni per la verità (1995). Viene ricordata per l'iconico ruolo di Morticia Addams ne La famiglia Addams (1991) e La famiglia Addams 2 (1993). Ha collaborato con il regista Wes Anderson nei film I Tenenbaum (2001), Le avventure acquatiche di Steve Zissou (2004) e Il treno per il Darjeeling (2007). Nel 2005 vince il primo Golden Globe su otto candidature ricevute per il suo ruolo di supporto nel film televisivo Angeli d'acciaio. Nel corso della sua carriera ha ricevuto anche tre candidature ai BAFTA e agli Screen Actors Guild Award e cinque candidature agli Emmy.

## Vita privata
Anjelica Huston ha avuto una relazione durata diciassette anni con l'attore Jack Nicholson, conosciuto a una festa a casa di lui a Los Angeles nel 1973. Il 23 maggio 1992 ha sposato lo scultore Robert Graham Jr.; la coppia, che non ha avuto figli, ha sempre vissuto nella città californiana di Venice, fino alla morte di Graham, avvenuta nel 2008, in seguito a una malattia.

## Filmografia

### Attrice

#### Cinema
- James Bond 007 - Casino Royale (Casino Royale), regia di John Huston, Val Guest, Ken Hughes, Joseph McGrath e Robert Parrish (1967) – non accreditata
- La forca può attendere (Sinful Davey), regia di John Huston (1969) – non accreditata
- Di pari passo con l'amore e la morte (A Walk with Love and Death), regia di John Huston (1969)
- Hamlet, regia di Tony Richardson (1969)
- Qualcuno volò sul nido del cuculo (One Flew Over the Cuckoo's Nest), regia di Miloš Forman (1975) – non accreditata
- Il corsaro della Giamaica (Swashbuckler), regia di James Goldstone (1976)
- Gli ultimi fuochi (The Last Tycoon), regia di Elia Kazan (1976)
- Il postino suona sempre due volte (The Postman Always Rings Twice), regia di Bob Rafelson (1981)
- Frances, regia di Graeme Clifford (1982)
- A Rose for Emily, regia di Lyndon Chubbuck – cortometraggio (1982)
- This Is Spinal Tap, regia di Rob Reiner (1984)
- I pirati dello spazio (The Ice Pirates), regia di Stewart Raffill (1984)
- L'onore dei Prizzi (Prizzi's Honor), regia di John Huston (1985)
- Good to Go, regia di Blaine Novak (1986)
- Captain EO, regia di Francis Ford Coppola – cortometraggio (1986)
- Giardini di pietra (Gardens of Stone), regia di Francis Ford Coppola (1987)
- The Dead - Gente di Dublino (The Dead), regia di John Huston (1987)
- Il matrimonio di Lady Brenda (A Handful of Dust), regia di Charles Sturridge (1988)
- Mr. North, regia di Danny Huston (1988)
- Crimini e misfatti (Crimes and Misdemeanors), regia di Woody Allen (1989)
- Nemici, una storia d'amore (Enemies: A Love Story), regia di Paul Mazursky (1989)
- Chi ha paura delle streghe? (The Witches), regia di Nicolas Roeg (1990)
- Rischiose abitudini (The Grifters), regia di Stephen Frears (1990)
- La famiglia Addams (The Addams Family), regia di Barry Sonnenfeld (1991)
- I protagonisti (The Player), regia di Robert Altman (1992) – cameo
- Misterioso omicidio a Manhattan (Manhattan Murder Mystery), regia di Woody Allen (1993)
- La famiglia Addams 2 (Addams Family Values), regia di Barry Sonnenfeld (1993)
- La famiglia Perez (The Perez Family), regia di Mira Nair (1995)
- 3 giorni per la verità (The Crossing Guard), regia di Sean Penn (1995)
- Buffalo '66, regia di Vincent Gallo (1998)
- Phoenix - Delitto di polizia (Phoenix) (1998)
- La leggenda di un amore - Cinderella (Ever After), regia di Andy Tennant (1998)
- La storia di Agnes Browne (Agnes Browne), regia di Anjelica Huston (1999)
- The Golden Bowl, regia di James Ivory (2000)
- L'ultimo gigolò (The Man from Elysian Fields), regia di George Hickenlooper (2001)
- I Tenenbaum (The Royal Tenenbaums), regia di Wes Anderson (2001)
- Debito di sangue (Blood Work), regia di Clint Eastwood (2002)
- L'asilo dei papà (Daddy Day Care), regia di Steve Carr (2003)
- Le avventure acquatiche di Steve Zissou (The Life Aquatic with Steve Zissou), regia di Wes Anderson (2004)
- These Foolish Things, regia di Julia Taylor-Stanley (2006)
- Art School Confidential - I segreti della scuola d'arte (Art School Confidential), regia di Terry Zwigoff (2006)
- Material Girls, regia di Martha Coolidge (2006)
- Caccia spietata (Seraphim Falls), regia di David Von Ancken (2006)
- Il treno per il Darjeeling (The Darjeeling Limited), regia di Wes Anderson (2007)
- Martian Child - Un bambino da amare (Martian Child), regia di Menno Meyjes (2007)
- Soffocare (Choke), regia di Clark Gregg (2008)
- The Kreutzer Sonata, regia di Bernard Rose (2008)
- La fontana dell'amore (When in Rome), regia di Mark Steven Johnson (2010)
- Horrid Henry - Piccola peste (Horrid Henry: The Movie), regia di Nick Moore (2011)
- 50 e 50 (50/50), regia di Jonathan Levine (2011)
- Un anno da leoni (The Big Year), regia di David Frankel (2011)
- The Cleanse, regia di Bobby Miller (2016)
- Trouble, regia di Theresa Rebeck (2017)
- John Wick 3 - Parabellum (John Wick: Chapter 3 - Parabellum), regia di Chad Stahelski (2019)
- Aspettando Anya (Waiting for Anya), regia di Ben Cookson (2020)
- Ballerina, regia di Len Wiseman (2025)

#### Televisione
- The Comic Book Kids – serie TV, episodi sconosciuti (1982)
- Laverne & Shirley – serie TV, episodi 7x15-8x15 (1982-1983)
- Nel regno delle fiabe (Faerie Tale Theatre) – serie TV, episodi 2x02-3x06 (1983-1984)
- Il cowboy e la ballerina (The Cowboy and the Ballerina), regia di Jerry Jameson – film TV (1984)
- Saturday Night Live – programma TV, puntata 11x18 (1986)
- Colomba solitaria (Lonesome Dove) – miniserie TV, regia di Simon Wincer (1989)
- Foto di famiglia (Family Pictures), regia di Philip Saville – miniserie TV (1993)
- Guerra al virus (And the Band Played On), regia di Roger Spottiswoode – film TV (1993)
- Buffalo Girls, regia di Rod Hardy – miniserie TV (1995)
- Le nebbie di Avalon (The Mists of Avalon), regia di Uli Edel – miniserie TV (2001)
- Angeli d'acciaio (Iron Jawed Angels), regia di Katja von Garnier – film TV (2004)
- Laboratorio mortale, regia di Mick Jackson – miniserie TV (2006)
- Huff – serie TV, 4 episodi (2006)
- Medium – serie TV, 8 episodi (2008-2009)
- Smash – serie TV, 32 episodi (2012-2013)
- Transparent – serie TV, 7 episodi (2015-2016)
- Il mistero di Aylwood House (The Watcher in the Woods), regia di Melissa Joan Hart – film TV (2017)
- Angie Tribeca – serie TV, episodio 4x04 (2018)
- Towards Zero, regia di Sam Yates – miniserie TV (2025)

### Doppiatrice
- Rabbit Ears: Rip Van Winkle, regia di Craig Rogers – cortometraggio (1992)
- Barbie Raperonzolo (Barbie as Rapunzel), regia di Owen Hurley (2002)
- La profezia di Kaena (Kaena: La prophétie), regia di Chris Delaporte e Pascal Pinon (2003) – versione inglese
- Trilli (Tinker Bell), regia di Bradley Raymond (2008)
- Trilli e il tesoro perduto (Tinker Bell and the Lost Treasure), regia di Klay Hall (2009)
- American Dad! – serie animata, 4 episodi (2011, 2021, 2023)
- Disney Fairies: I giochi della Radura Incantata (Pixie Hollow Games), regia di Bradley Raymond – cortometraggio TV (2011)
- Trilli e il segreto delle ali (Secret of the Wings), regia di Bobs Gannaway e Peggy Holmes (2012)
- Pixie Hollow Bake Off, regia di Elliot M. Bour – cortometraggio TV (2013)
- Trilli e la nave pirata (The Pirate Fairy), regia di Peggy Holmes (2014)
- BoJack Horseman – serie animata, episodi 1x08-6x14 (2014, 2020)
- James McNeill Whistler and the Case for Beauty, regia di Norman Stone (2014) – voce narrante
- Trilli e la creatura leggendaria (Tinker Bell and the Legend of the NeverBeast), regia di Steve Loter (2014)
- Thirst Street, regia di Nathan Silver (2017) – voce narrante
- Tutti pazzi per Re Julien ( All Hail King Julien) – serie animata, 7 episodi (2016-2017)
- Trollhunters - I racconti di Arcadia (Trollhunters: Tales of Arcadia) – serie TV, 15 episodi (2016-2018)
- L'isola dei cani, regia di Wes Anderson (2018)
- Arctic - Un'avventura glaciale (Arctic Dogs), regia di Aaron Woodley (2019)
- The French Dispatch of the Liberty, Kansas Evening Sun, regia di Wes Anderson (2021) – voce narrante
- Star Wars: Visions – serie animata, episodio 2x02 (2023)

### Regista
- Bastard Out of Carolina (1996)
- La storia di Agnes Browne (Agnes Browne) (1999)
- Riding the Bus with My Sister – film TV (2005)
- Haven't We Met Before? – cortometraggio (2013)

## Teatro
- Amleto, di William Shakespeare, regia di Tony Richardson. Lunt-Fontanne Theatre di Broadway (1969)

## Discografia

### Album
- 1992 - Rip Van Winkle (con Jay Ungar e Molly Mason)

### Audiolibri
- 2016 - A Story Lately Told
- Rabbit Ears: American Tall Tales, Volume 1

## Riconoscimenti
- Premi Oscar
  - 1986 – Miglior attrice non protagonista per L'onore dei Prizzi
  - 1990 – Candidatura alla miglior attrice non protagonista per Nemici, una storia d'amore
  - 1991 – Candidatura alla miglior attrice protagonista per Rischiose abitudini
- Golden Globe
  - 1986 – Candidatura alla miglior attrice non protagonista per L'onore dei Prizzi
  - 1990 – Candidatura alla miglior attrice non protagonista in una serie per Colomba solitaria
  - 1991 – Candidatura alla miglior attrice in un film drammatico per Rischiose abitudini
  - 1992 – Candidatura alla miglior attrice in un film commedia o musicale per La famiglia Addams
  - 1994 – Candidatura alla miglior attrice in un film commedia o musicale per La famiglia Addams 2
  - 1994 – Candidatura alla miglior attrice in una mini-serie o film per la televisione per Foto di famiglia
  - 1996 – Candidatura alla miglior attrice non protagonista per 3 giorni per la verità
  - 2005 – Miglior attrice non protagonista in una serie per Angeli d'acciaio

- BAFTA
  - 1986 – Candidatura alla miglior attrice non protagonista per L'onore dei Prizzi
  - 1991 – Candidatura alla miglior attrice non protagonista per Crimini e misfatti
  - 1995 – Candidatura alla miglior attrice non protagonista per Misterioso omicidio a Manhattan

- Premio Emmy
  - 1989 – Candidatura alla miglior attrice protagonista in una miniserie o film per Colomba solitaria
  - 1995 – Candidatura alla miglior attrice protagonista in una miniserie o film per Buffalo Girls
  - 2002 – Candidatura alla miglior attrice non protagonista in una miniserie o film per Le nebbie di Avalon
  - 2004 – Candidatura alla miglior attrice non protagonista in una miniserie o film per Angeli d'acciaio
  - 2008 – Candidatura alla miglior attrice guest star in una serie drammatica per Medium

- Screen Actors Guild Award
  - 1996 – Candidatura alla miglior attrice non protagonista cinematografica per 3 giorni per la verità
  - 1996 – Candidatura alla miglior attrice in una miniserie o film per la televisione per Buffalo Girls
  - 2002 – Candidatura alla miglior attrice in una miniserie o film per la televisione per Le nebbie di Avalon

## Doppiatrici italiane
Nelle versioni in italiano delle opere in cui ha recitato, Anjelica Houston è stata doppiata da:
- Ludovica Modugno ne L'onore dei Prizzi, I Tenenbaum, Debito di sangue, Le avventure acquatiche di Steve Zissou, Angeli d'acciaio, Medium, Material Girls, Il treno per il Darjeeling, Soffocare, Un anno da leoni, Smash, Angie Tribeca, Il mistero di Aylwood House, John Wick 3 - Parabellum
- Ada Maria Serra Zanetti in Guerra al virus, La leggenda di un amore - Cinderella, L'asilo dei papà, Laboratorio mortale, 50 e 50
- Maria Pia Di Meo in Giardini di pietra, Colomba solitaria, Martian Child - Un bambino da amare
- Paila Pavese ne Rischiose abitudini, La famiglia Addams, La famiglia Addams 2
- Roberta Greganti in Misterioso omicidio a Manhattan, Aspettando Anya
- Sonia Scotti in 3 giorni per la verità, La fontana dell'amore
- Gisela Hahn ne Il postino suona sempre due volte
- Alba Cardilli in The Dead - Gente di Dublino
- Angiola Baggi in Crimini e misfatti
- Daniela Nobili in Nemici, una storia d'amore
- Vittoria Febbi in Chi ha paura delle streghe?
- Anna Rita Pasanisi in La famiglia Perez
- Anna Cesareni in Buffalo Girls
- Carla Cassola in Buffalo '66
- Elettra Bisetti ne La storia di Agnes Browne
- Aurora Cancian in The Golden Bowl
- Rita Savagnone ne Le nebbie di Avalon
- Serena Verdirosi in Art School Confidential - I segreti della scuola d'arte
- Antonella Giannini in Caccia spietata
- Lorella De Luca in Transparent
- Melina Martello in Ballerina

Da doppiatrice è sostituita da:
- Antonella Giannini in Trilli, Trilli e il tesoro perduto, Trilli e il segreto delle ali, Trilli e la nave pirata, Trilli e la creatura leggendaria
- Ludovica Modugno in BoJack Horseman, The French Dispatch of the Liberty, Kansas Evening Sun
- Maria Pia Di Meo in Barbie Raperonzolo
- Barbara Castracane in Arctic - Un'avventura glaciale
- Roberta Greganti in La foresta magica 2 - Spirito della foresta